# The Equalizer 3
The Equalizer 3 es una película de acción y justicieros estadounidense dirigida por Antoine Fuqua. Es la secuela de la película de 2018 The Equalizer 2. La película está protagonizada por Denzel Washington y Dakota Fanning. Sigue a Robert McCall, marino estadounidense retirado y ex oficial de la DIA. La película es la quinta colaboración entre Washington y Fuqua, después de Día de entrenamiento (2001), The Equalizer (2014), Los siete magníficos (2016) y The Equalizer 2 (2018).
La película se estrenó en Estados Unidos el 1 de septiembre de 2023 por Sony Pictures Releasing, en México se estrenó el 11 de octubre de 2023.

## Argumento
En una bodega aislada en Sicilia, Robert McCall mata a un gángster, Lorenzo Vitale, y a sus secuaces para obtener una llave de la bóveda de la bodega y recuperar el dinero robado en un atraco cibernético. Al salir de la bodega, el nieto de Vitale le dispara a Robert en la espalda. Robert intenta suicidarse debido a su herida, pero descubre que su arma se queda sin balas y luego toma el ferry de regreso al continente. Mientras conduce por la Costa de Amalfi, Robert se detiene y queda inconsciente por el shock. Es encontrado y rescatado por Gio Bonucci, un carabiniere local.
Gio lleva a Robert a una remota ciudad costera italiana llamada Altamonte, donde es tratado por el médico de un pequeño pueblo, Enzo Arisio. A medida que se recupera, Robert conoce a los lugareños y se encariña con la ciudad y su gente. Robert hace una llamada telefónica anónima a la oficial de CIA Emma Collins para informarle sobre el papel de la bodega en el tráfico ilegal de drogas disfrazado de transacciones comerciales normales en Sicilia. Collins y otros agentes de la CIA llegan a la bodega y encuentran millones en efectivo junto con bolsas de tabletas de fenetillina escondidas en un almacén, lo que confirma las sospechas de Robert.
Mientras tanto, miembros de la Camorra acosan y matan a los aldeanos en un intento de obligarlos a abandonar sus viviendas y apoderarse de Altamonte con fines de comercialización. Robert escucha a Marco Quaranta, un miembro de alto rango de la Camorra, presionar al dueño de una tienda local, Angelo, para que le pague. Para hacer de él un ejemplo, la Camorra bombas incendiarias la pescadería de Angelo mientras todo el pueblo observa. Gio revisa el vídeo del bombardeo y llama a la Policía central italiana para una investigación. Junto con su esposa y su hija, Gio es atacado por la Camorra y golpeado por interferir en sus operaciones.
A partir de entonces, Marco exige que Gio le prepare un barco. Al escuchar la conversación, Robert le pide a Marco que traslade sus operaciones a una ubicación diferente. Cuando Marco se niega, Robert lo mata a él y a sus secuaces. El jefe de policía de Nápoles es amenazado y torturado por Vincent, hermano de Marco y jefe de la Camorra, y recibe la orden de encontrar al responsable de la muerte de Marco. Vincent hace colocar una bomba en el auto de Collins, pero ella sobrevive después de que Robert le advierte. Vincent amenaza con dispararle a Gio frente a todo el pueblo, solo para que Robert se revele. Los ciudadanos comienzan a grabar a Vincent y sus secuaces con sus teléfonos con cámara, lo que hace que Vincent y su pandilla se retiren y regresen a su casa; Luego se preparan para tomar represalias al día siguiente.
Más tarde esa noche, Robert se infiltra en la casa de Vincent, mata a sus guardaespaldas y obliga a Vincent a tomar una dosis letal de sus propias drogas. A través de Collins, Robert devuelve el dinero que había sacado de la bodega al fondo de pensiones de una pareja de ancianos. De vuelta en Langley, Virginia, Collins recibe un ascenso por su papel en acabar con el tráfico de drogas de Altamonte. Recibe un paquete que contiene una libreta de contactos y una nota de Robert felicitándola y afirmando que su madre estaría orgullosa de ella; por lo tanto, la nota revela que Collins es la hija de la fallecida amiga y colega de Robert, Susan Plummer. Con los hermanos Quaranta muertos, Robert celebra con los lugareños la victoria de su equipo de fútbol.

## Reparto
- Denzel Washington como Robert McCall
- Dakota Fanning como Emma Collins
- Eugenio Mastrandrea como Gio Bonucci
- David Denman como Frank Conroy
- Sonia Ben Ammar como Chiara Bonucci
- Remo Girone como Enzo Arisio
- Gaia Scodellaro como Aminah
- Andrea Scarduzio como Vincent Quaranta
- Andrea Dodero como Marco Quaranta
- Salvatore Ruocco como Salvatore
- Alessandro Pess como Vichingo
- Bruno Bilotta como Lorenzo Vitale
- Giuseppe Chiariotti como el cura

## Producción

### Desarrollo
En agosto de 2018, Antoine Fuqua anunció sus planes de continuar con la serie de películas. El cineasta se mostró interesado en que la trama se desarrolle en un escenario internacional.
Para enero de 2022, se confirmó oficialmente que se estaba desarrollando una tercera película, con Denzel Washington regresando en el papel principal. En junio de 2022, se anunció que Dakota Fanning también se había unido al elenco.

### Rodaje
La fotografía principal comenzó el 10 de octubre de 2022 en la costa de Amalfi en Italia. El rodaje continuará en la región hasta el 20 de noviembre, donde se trasladará a Nápoles a principios de diciembre, antes de concluir la producción en enero de 2023, en Roma. Fuqua volverá a actuar como director, y Washington anunció que sería la próxima película que filmaría.

## Estreno
The Equalizer 3 se estrenó el 1 de septiembre de 2023 por Sony Pictures Releasing.